# Hoover Wilderness

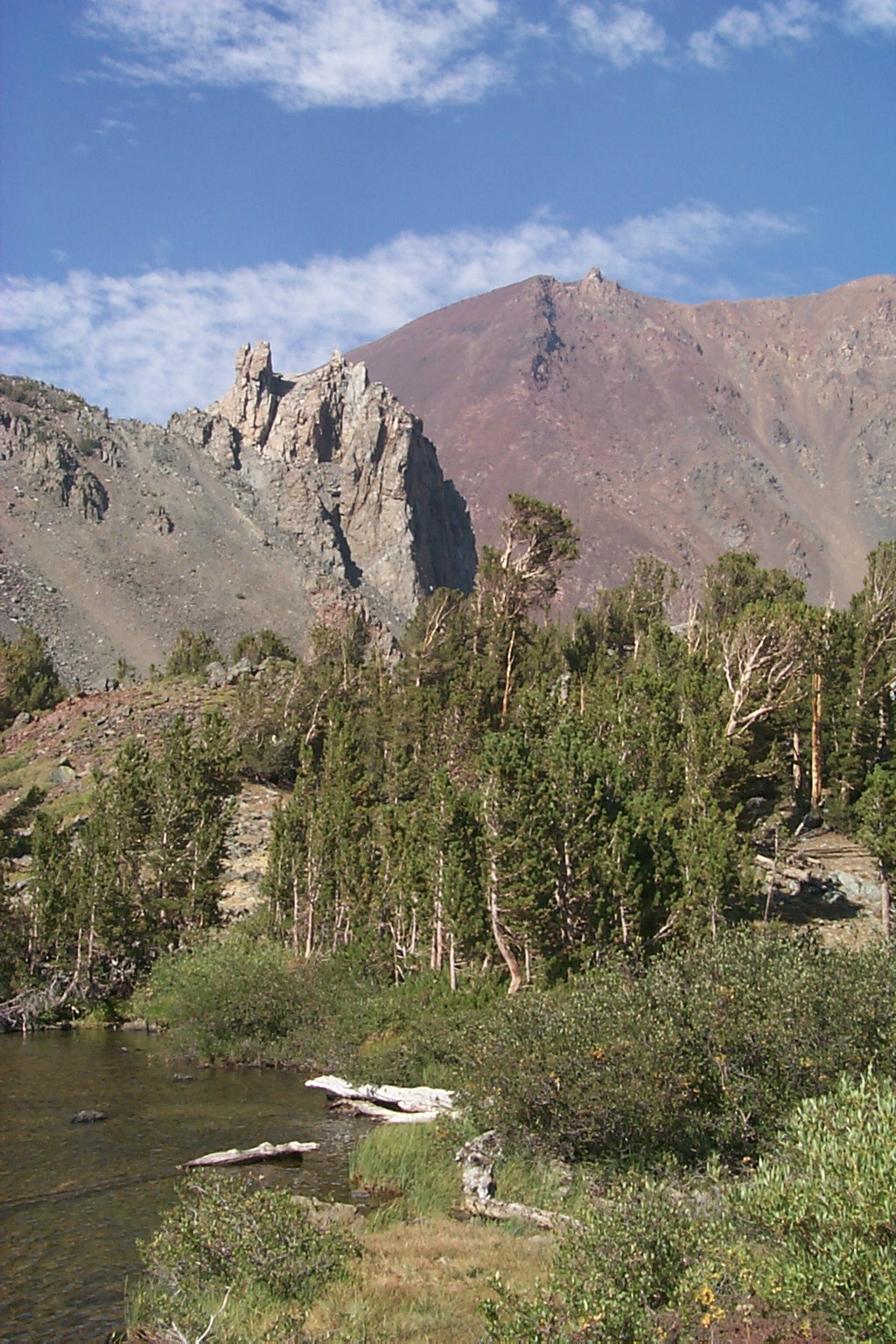
Pico Dunderberg visto da bacia dos Lagos Virginia.

A Hoover Wilderness é uma região de floresta virgem integrada nas áreas protegidas da Floresta Nacional de Inyo e Floresta Nacional Humboldt-Toiyabe. Estende-se a este dos picos da Sierra Nevada na Califórnia, Estados Unidos, no norte e este do Parque Nacional de Yosemite, ocupando uma área de 197 km² e tendo sido estabelecida como floresta virgem em 1964, com a aprovação do Wilderness Act.